# Continuará (álbum de Los Secretos)
Continuará es el quinto álbum de la banda madrileña Los Secretos, publicado en 1987. 
Con un sonido americano patente, la calidad de su sonido no es demasiado buena, lo que fue achacado a los escasos medios de producción, cuando en realidad se debió a que Enrique, único líder del grupo en aquel momento, se responsabilizó totalmente de este campo y pecó de inexperiencia. Aun así las interpretaciones del grupo son magníficas y el material musical es de primera.
| N.º | Título                  | Escritor(es)              | Duración |  |
| 1.  | «Buena chica»           | Enrique Urquijo           | 2:34     |  |
| 2.  | «Sucedió al revés»      | Enrique Urquijo           | 2:58     |  |
| 3.  | «Por el túnel»          | Joaquín Sabina            | 2:28     |  |
| 4.  | «Mi peor enemigo»       | Enrique Urquijo           | 2:49     |  |
| 5.  | «No se si se acuerda»   | Enrique Urquijo           | 2:24     |  |
| 6.  | «Ella me dijo»          | Enrique Urquijo & N. Lles | 2:02     |  |
| 7.  | «Siempre hay un precio» | Enrique Urquijo           | 2:37     |  |
| 8.  | «Muslitos de pollo»     | R. Arroyo                 | 2:30     |  |
| 9.  | «No digas que no»       | Enrique Urquijo           | 2:33     |  |
| 10. | «La estación»           | Enrique Urquijo           | 2:37     |  |
| 11. | «Te sentirás mejor»     | Álvaro Urquijo            | 2:58     |  |
| 12. | «Continuará»            | Enrique Urquijo           | 2:23     |  |

- Datos: Q124316395